# Jorge Ortiga
Jorge Ferreira da Costa Ortiga GCC • GCIH (Brufe, Famalicão, 5 de março de 1944) é um arcebispo católico português, atual arcebispo emérito de Braga.

## Biografia
Frequentou os seminários da Arquidiocese de Braga entre 1955 e 1967, sendo ordenado sacerdote em 9 de Julho de 1967. Foi Vigário Cooperador na paróquia de São Vítor, em Braga, entre 1967 e 1968.
Licenciou-se na Faculdade de História Eclesiástica da Pontifícia Universidade Gregoriana, em Roma, em 10 de Outubro de 1970, frequentando depois o currículo para o doutoramento. Ainda em Roma, de 1 de Outubro de 1970 a Maio de 1971, fez em Grottaferrata um curso de espiritualidade sacerdotal orientado pelo Instituto Mystice Corporis.
Regressado a Braga, passou a trabalhar na Secretaria Episcopal, onde se manteve de Junho de 1971 a Setembro de 1973, tendo durante este período colaborado na pastoral da Igreja dos Terceiros, em Braga. Em 1 de Outubro de 1973 foi nomeado Reitor da Igreja dos Congregados e Capelão da Irmandade de Nossa Senhora das Dores e Santa Ana, erecta na mesma Igreja.
Em 24 de Novembro de 1981 foi nomeado Vigário Episcopal para o Clero, cargo em que foi reconfirmado em 1 de Outubro de 1985. Em 6 de Março de 1985 foi nomeado Cónego Capitular da Sé de Braga.
Em 9 de Novembro de 1987 o Papa João Paulo II nomeou-o Bispo titular de Nova Bárbara e Auxiliar de Braga, tendo recebido a ordenação episcopal na Cripta da Basílica do Sameiro, em 3 de Janeiro de 1988. Em 5 de Junho de 1999 foi tornada pública a sua nomeação para Arcebispo de Braga, tendo tomado posse no dia 18 de Julho de 1999.
A 3 de Janeiro de 2001 foi agraciado com a Grã-Cruz da Ordem do Mérito Civil de Espanha.
No Seminário Conciliar de Braga, (depois Instituto Superior de Teologia e agora Faculdade de Teologia-Braga) leccionou as cadeiras de introdução aos Estudos Históricos, História das Religiões e História da Igreja. Foi responsável pelo Secretariado Arquidiocesano das Vocações e Presidente do Instituto de História e Arte Sacra. Presidiu ao Secretariado Geral do 40.º Sínodo Diocesano e coordenou o Secretariado Diocesano de Pastoral. É Presidente do Conselho de Administração do Instituto Diocesano de Apoio ao Clero (IDAC). É Presidente da Assembleia Geral da Associação "Dar as Mãos". Na Conferência Episcopal Portuguesa presidiu à Comissão Episcopal da Doutrina da Fé e pertenceu à Comissão Episcopal da Educação Cristã. Entre 4 de Abril de 2005 e 3 de Maio de 2011 desempenhou funções como presidente da Conferência Episcopal Portuguesa.
A 11 de Maio de 2010, foi agraciado com o grau de Grã-Cruz da Ordem Militar de Cristo.
A 5 de Novembro de 2016 recebeu a Medalha de Honra do Município de Braga, conferindo-lhe o título de Cidadão Honorário do Município Bracarense. 
A 26 de Abril de 2017 foi nomeado representante dos bispos portugueses na Comissão dos Episcopados Católicos da União Europeia (COMECE). 
A 18 de junho de 2022, foi agraciado com o grau de Grã-Cruz da Ordem do Infante D. Henrique.